# Céline Algoet
Céline "Puck" Algoet, geboren Céline Van de Weyer, (Haacht, 26 mei 1925) is een gewezen CVP-politica en voormalig burgemeester van Sint-Genesius-Rode.

## Gezinsleven
Celine Algoet werd geboren te Haacht op 26 mei 1925 als Celine Van de Weyer, dochter van Constant Van de Weyer, oud-strijder uit de Eerste Wereldoorlog, en Josephine Gillemot.
Ze groeide op te Haacht en te Boortmeerbeek, waar haar vader veldwachter werd. Ze liep school te Haacht, Onze-Lieve-Vrouw Waver, Laken en Gent.
Tijdens de Tweede Wereldoorlog waren haar ouders actief in het verzet. Haar vader Constant Van de Weyer werd in die context door de Duitse bezetter veroordeeld omwille van diens betrokkenheid bij een dynamiettransport. Constant Van de Weyer werd gedeporteerd, maar overleefde de concentratiekampen en keerde als een van de eerste overlevenden uit de streek terug.
Celine Van de Weyer vatte universitaire studies rechten aan te Leuven, maar slaagde in deze periode op toelatingsproeven bij Sabena. Ze liet de studies voor wat ze waren en werd airhostess. 
In 1949 huwde ze Achiel Sobrie, die substituut-procureur te Dendermonde was. Celine Van de Weyer werd huisvrouw, ze stichtten hun gezin te Dendermonde. 
Achiel Sobrie overleed plots in 1964, enkele dagen nadat hij aangeduid was als adjunct-kabinetchef van Arthur Gilson, toenmalig minister van Binnenlandse Zaken en Openbaar Ambt.

## Politieke loopbaan
Arthur Gilson bood Celine Van de Weyer, de jonge weduwe van zijn adjunct-kabinetchef, een job aan op zijn kabinet, waar ze de burgemeestersbenoemingen voor de aankomende gemeenteraadsverkiezingen voorbereidde en pers-attaché was. In interviews stelde ze later dat ze zo in een mum van tijd zowat elke CVP-mandataris leerde kennen. Ze stelde dat op het kabinet alleen Frans werd gesproken en dat dat bij haar een oude Vlaamse reflex wakker maakte.
Op suggestie van kabinetschef De Gadt nam ze in die periode contact op met de CMBV, de Christelijke Middenstands- en Burgervrouwen vzw, waarin ze ook actief werd. Ze stichtte de CMBV-afdeling te Dendermonde.
Op de CVP-PSC kabinetten leerde ze Georges Algoet kennen, de toenmalige secretaris van Paul Vanden Boeynants. Georges Algoet was Nederlandstalig, afkomstig uit Sint-Genesius-Rode maar verbonden aan de PSC. Ook Georges Algoet was jong weduwnaar geworden. Ze huwden in 1967, waarna Celine Van de Weyer en haar kinderen verhuisden naar Sint-Genesius-Rode.
Celine Van de Weyer werd inspecteur van de civiele diensten en werkte daarna op het kabinet van middenstand van minister d’Alcantara. Ze zou gedurende 13 jaar verbonden blijven aan de kabinetten van CVP-ministers, achtereenvolgens bij middenstand, openbare werken en binnenlandse zaken, maar van eigen politieke ambitie was aanvankelijk geen sprake.
Haar echtgenoot Georges Algoet was voorzitter van de lokale CVP-afdeling en in het jaar 1970 werd Celine Van de Weyer door hem op de tweetalige lijst van CVP-PSC gezet, om de lijst van kandidaten voor de gemeenteverkiezingen te Sint-Genesius-Rode vol te maken. Ze nam de naam van haar echtgenoot aan en werd publiek gekend als Celine Algoet, ook wel Puck Algoet. Ze werd meteen verkozen tot gemeenteraadslid. Het jaar erop werd ze eveneens verkozen bij de federatieverkiezingen. Ze stelde vast dat in het politieke gestel van de gemeente Sint-Genesius-Rode de taalwetten met voeten werden getreden en dat Franstalige bestuurders nauwelijks Nederlandskundig waren. In een interview stelde ze daarover dat ze vanaf dan haar eigen Vlaamse lijn zou volgen, daarin gesteund door haar echtgenoot Georges Algoet. Twee jaar later werd ze aangesteld als schepen van openbare werken en dat bleef ze tot 1976.
Intussen had de splitsing van de christendemocratische partij in een Vlaams en een Franstalig gedeelte zich voltrokken. Dit bood de Vlamingen in Sint-Genesius-Rode op gemeentelijk vlak de kans om de gelederen te sluiten en er vormde zich een eenheidslijst rond Celine  Algoet, die als relatieve nieuwkomer en inwijkeling in de gemeente de oude interne tegenstellingen kon overstijgen. Anderzijds had ze de voorbije legislatuur haar Vlaamse reflex enkele keren duidelijk laten gelden. Celine Algoet haalde met haar blok de verkiezingsoverwinning. Ze behaalde net als de verzamelde Franstaligen 11 zetels. 1 zetel ging naar dhr. Mosselmans voor de Vlaamse socialistische partij, en hoewel deze de burgemeestersstoel werd aangeboden door de Franstaligen, sloot hij zich aan bij het blok van Celine Algoet. Zo vormde zich een homogeen Nederlandstalig college.
In 1977 werd ze burgemeester van de gemeente Sint-Genesius-Rode, en was toen één van de vijf enige vrouwen in die functie in Vlaanderen. Ze bleef burgemeester tot 1989. Dit politiek mandaat leidde nog tot nevenmandaten, zoals ondervoorzitster van de Rode Kruis-afdeling te Sint-Genesius-Rode.
Celine Algoet paste met haar fractie de taalwet toe en drukte door dat in de gemeenteraad enkel nog Nederlands mocht worden gesproken. Zo legde ze haar eedaflegging en toespraak alleen in het Nederlands af, tot ongenoegen van de Franstaligen. Ook in officiële communicatie met burgers en andere overheden paste ze de taalwet consequent toe en communiceerde in het Nederlands. Brieven van de ministeries of provincie en officiële schrijvens dienden in het Nederlands toe te komen, anders werd er geen rekening mee gehouden. Evenwel, aan het loket en in de persoonlijke omgang werden Nederlandsonkundigen in het Frans bediend. De Raad van State valideerde meermaals haar handelswijze. Ook toen een Franstalig gemeenteraadslid in een Franstalige brief zijn ontslag indiende, paste ze de taalwet toe en aanvaardde ze het ontslag niet, hoewel dat haar politiek voordelig zou uitkomen. 
Ze speelde in 1977 ook een leidende rol in het succesvolle protest tegen het Egmont-pact, met als struikelblok het inschrijvingsrecht te Brussel voor Franstaligen in 13 Vlaamse gemeentes, zodat zij hun administratieve formaliteiten in het Frans konden voeren en op Franstalige partijen konden stemmen. 
Haar consequente houding om door de toepassing van de taalwet het Nederlandstalig karakter van de faciliteitengemeente Sint-Genesius-Rode te verdedigen vond nationale weerklank.
In 1981 was ze de drijvende politieke kracht achter de organisatie van de eerste Gordelmanifestatie in Rode, toen een sportief en muzikaal evenement dat het Vlaams karakter van de rand rond Brussel in de verf wou zetten. Men wilde daarmee af van de agressieve toon in betogingen van de Franstalige én Vlaamse strijdgroepen. Men beoogde een positief charmeoffensief, niet tegen de Franstaligen, maar voor het behoud van het Nederlandstalig karakter. Vanaf 1983 nam Bloso de organisatie van De Gordel in handen en werd het een massa-evenement.
In het jaar 1981 overleed haar tweede echtgenoot Georges Algoet.
Vanaf 1981 werkte ze deeltijds als medewerkster op het kabinet van Rika Steyaert, om de voeling met de nationale politiek te houden.
In 1983 ontving ze de Prudens van Duyseprijs van de Marnixring afdeling Ros Beiaard Dendermonde, als eerbetoon voor haar consequente houding en strijd voor het behoud van het Vlaamse karakter van de gemeente Sint-Genesius-Rode.